# Uładzimir Kananowicz
Uładzimir Ilicz Kananowicz (biał. Уладзімір Ільіч Канановіч, ros. Владимир Ильич Кононович, Władimir Iljicz Kononowicz; ur. 15 grudnia 1964 w Klecku) – białoruski historyk, kandydat nauk historycznych (odpowiednik polskiego stopnia doktora).

## Życiorys
Urodził się 15 grudnia 1964 roku w mieście Kleck, w obwodzie mińskim Białoruskiej SRR, ZSRR. W 1991 roku ukończył Grodzieński Uniwersytet Państwowy im. Janki Kupały, a w 1996 roku – Uniwersytet Środkowoeuropejski w Budapeszcie. W 1997 roku uzyskał stopień kandydata nauk historycznych (odpowiednik polskiego stopnia doktora). W latach 1991–1995 i od 1996 pracował w Instytucie Historii Narodowej Akademii Nauk Białorusi.
W swojej pracy naukowej zajmuje się badaniem stosunków międzynarodowych w Europie Wschodniej w okresie późnego średniowiecza, historii idei i wyobrażeń, zagadnienia antropologii historycznej.

## Prace
- Tatarskija nabiehi na ziemli Biełarusi. W: Histaryczna-archieałahiczny zbornik. Cz. 1. Mińsk: 1993. (biał.). Brak numerów stron w książce;
- Michaił Bohusz Bahawicinawicz, wialikakniaski dypłamat karala Żyhimonta Staroha. W: Sztohodnik Instytuta historyi NANB. Mińsk: 1999. (biał.). Brak numerów stron w książce;
- „Convivium ducale”, ili Moskwa naczała 16 w. głazami polaka. W: Sławianie i ich sosiedi: Sbornik tiezisow 18 konfieriencii. Mińsk: 1999. (ros.). Brak numerów stron w książce;
- „Apellatio” i dypłamatyczny pratakoł WKŁ u czasy Witauta (1392–1430). W: Materyjały sieminara pa dypłamatyi i dziarżaunamu pratakołu. Mińsk: 1999. (biał.). Brak numerów stron w książce;
- Kniaź pilihrym Wojszałk. W: Biełaruska-greczaskija uzajemaadnosiny: ad starażytnasci da suczasnasci. Mińsk: 2000. (biał.). Brak numerów stron w książce;
- Grand Duchess Elena Ivanovna and Duke Michael Glinski: aspects of rulership at the Jagiellonian court. W: Zamek i dwór w średniowieczu od XI do XV wieku. Poznań: 2001. (ang.). Brak numerów stron w książce.